# 加斯科扎克 (密蘇里州)
加斯科扎克（英語：Gascozark）是位於美國密蘇里州普瓦斯基縣的非建制地區。

## 地理
加斯科扎克所處的海拔為高於海平面324米（即1063英呎），而該地所採用的時區為UTC-6，即北美中部時區（CST）。同時該地設有夏令時間，為UTC-6調快一小時，即UTC-5（CDT）。